# Dreamer (Gussie's song)

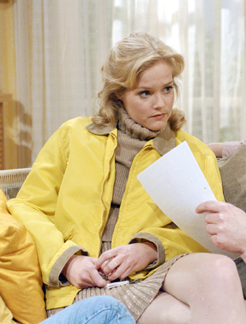
Guusje Nederhorst

Dreamer (Gussie's song) of kortweg Dreamer is een lied gezongen door Dinand Woesthoff van de Haagse band Kane. Hij schreef het nummer naar aanleiding van de door kanker veroorzaakte dood van zijn vrouw, actrice Guusje Nederhorst, op 29 januari 2004. De dag na haar dood nam hij het nummer op.
Dreamer werd alarmschijf en 3FM Megahit en kwam in de hitlijsten binnen op nummer 1. Later werd de single platina. De opbrengst van de single kwam ten goede aan KWF Kankerbestrijding.
Op de cd-single staan twee versies van het lied. In The little church in The West mix is na het nummer een fragment van het huwelijk van Dinand met Guusje in Las Vegas verwerkt. Op de hoes van de single staat in zwart-wit het lachende gezicht van Guusje afgebeeld. In de videoclip worden homevideobeelden en foto's van Guusje afgewisseld. Gedurende het stukje met de opname van de trouwerij wordt een foto van het paar getoond.

## Nummers
1. "Dreamer (The Little Church Of The West Mix)" - 3:34
2. "Dreamer (Simple Song Mix)" - 2:47

## Hitnotering
| "Dreamer" in de Nederlandse Top 40 binnen: 21 februari 2004 | "Dreamer" in de Nederlandse Top 40 binnen: 21 februari 2004 | "Dreamer" in de Nederlandse Top 40 binnen: 21 februari 2004 | "Dreamer" in de Nederlandse Top 40 binnen: 21 februari 2004 | "Dreamer" in de Nederlandse Top 40 binnen: 21 februari 2004 | "Dreamer" in de Nederlandse Top 40 binnen: 21 februari 2004 | "Dreamer" in de Nederlandse Top 40 binnen: 21 februari 2004 | "Dreamer" in de Nederlandse Top 40 binnen: 21 februari 2004 | "Dreamer" in de Nederlandse Top 40 binnen: 21 februari 2004 | "Dreamer" in de Nederlandse Top 40 binnen: 21 februari 2004 | "Dreamer" in de Nederlandse Top 40 binnen: 21 februari 2004 | "Dreamer" in de Nederlandse Top 40 binnen: 21 februari 2004 |
| Week                                                        | 1                                                           | 2                                                           | 3                                                           | 4                                                           | 5                                                           | 6                                                           | 7                                                           | 8                                                           | 9                                                           | 10                                                          |                                                             |
| ----------------------------------------------------------- | ----------------------------------------------------------- | ----------------------------------------------------------- | ----------------------------------------------------------- | ----------------------------------------------------------- | ----------------------------------------------------------- | ----------------------------------------------------------- | ----------------------------------------------------------- | ----------------------------------------------------------- | ----------------------------------------------------------- | ----------------------------------------------------------- | ----------------------------------------------------------- |
| Nummer                                                      | 1                                                           | 1                                                           | 2                                                           | 2                                                           | 2                                                           | 5                                                           | 8                                                           | 15                                                          | 28                                                          | 32                                                          | uit                                                         |